# Codegua
Codegua este o comună din provincia Cachapoal, regiunea O'Higgins, Chile, cu o populație de 12.495 locuitori (2012) și o suprafață de 286,9 km2.